# 比伯尔斯海姆
比伯尔斯海姆是德国莱茵兰-普法尔茨州的一个市镇。总面积3.10平方公里，总人口656人，其中男性329人，女性327人（2011年12月31日），人口密度212人/平方公里。